# Bitwa pod Welfesholz
Bitwa pod Welfesholz – starcie zbrojne, które miało miejsce dnia 11 lutego 1115 r. w trakcie walk cesarza rzymskiego Henryka V z Sasami.
W roku 1112 doszło do konfliktu cesarza Henryka V z palatynem reńskim Zygfrydem I oraz Wiprechtem z Grójca. W stoczonej dnia 9 marca 1113 r. bitwie pod Warnstedt w pobliżu Quedlinburga, armia królewska dowodzona przez Hoyera I von Mansfelda pokonała powstańców saskich, którzy zmuszeni zostali do przyjęcia warunków króla.
Krótko później opór Sasów ponownie się nasilił. Od wiosny 1114 r. rewolta rozprzestrzeniła się w rejony nadreńskiej Kolonii. Nadchodząca bitwa miała być częścią antykrólewskiego oporu, którego styl rządów uznawano za autorytarny i skierowany przeciwko władcom mniejszych księstw. Do decydującej rozprawy doszło dnia 11 lutego 1115 r. pod Welfesholz, osadzie koło Hettstedt w rejonie Mansfeld. Oddziały wierne królowi Salickiemu Henrykowi V stanęły naprzeciwko wojskom opozycyjnych książąt saskich: Lotara von Süpplingenburg, Wiprechta von Groitzsch, biskupa Reinhardta von Halberstadt, palatyna saskiego Fryderyka von Sommerschenburg. Oprócz nich udział w bitwie wzięli władcy księstw Westfalii m.in. Fryderyk von Arnsberg. Polityka terytorialna Henryka i samowolne usuwanie z urzędów saskiej szlachty również i ją zmotywowało do otwartego buntu.
Dnia 11 lutego nadciągnęły pod Welfesholz siły królewskie, które po drodze toczyły drobne potyczki z powstańcami. Według annałów Pegaviensis w trakcie gwałtownego szturmu, śmierć poniósł dowodzący armią królewską Hoyer I von Mansfeld. Dowódca miał zostać zrzucony z konia przez Wiprechta von Groitzsch. Śmierć królewskiego dowódcy była punktem zwrotnym w całej bitwie. Oddziały królewskie wraz z monarchą rozpoczęły ucieczkę.
Klęska przyczyniła się do utraty przez Henryka V wpływów na północy kraju. W sposób szczególny zemsty dokonał biskup Reinhard von Halberstadt, który co prawda sprawił zabitym wrogom chrześcijański pogrzeb, potępił jednak ich dusze.